# ティセムシルト県
ティセムシルト県（アラビア語: ولاية تسمسيلت Tissemsilt）は、アルジェリアの県（ウィラーヤ）。県都はティセムシルト。テニエト・エル・ハード国立公園がある。
8つの地区（ダイラ）と22の基礎自治体からなる。